# Organização regional

Mapa-múndi de algumas organizações regionais

As organizações regionais, organizações internacionais,  incorporam uma filiação internacional e englobam a geopolítica que operacionalmente transcendem um único Estado-nação. No entanto, sua funcionalidade é caracterizada por fronteiras e demarcações, característica de uma geografia definida e única, como continentes, ou geopolítica, tais como blocos econômicos. Foram criados para promover a cooperação, integração política e econômica ou o diálogo entre os Estados e entidades dentro de um limite restritivo geográfico ou geopolítico. Refletem padrões comuns de desenvolvimento e história que tem sido fomentados desde o fim da Segunda Guerra Mundial, bem como a fragmentação inerente provocada pela globalização. A maioria das organizações regionais tendem a trabalhar ao lado de organizações multilaterais bem estabelecidas, como as Nações Unidas. Embora em muitos casos, algumas das organizações regionais são simplesmente referidas como organizações internacionais, em muitas outras, faz sentido usar o termo "organização regional" para dar um âmbito mais limitado e uma associação em particular.
Entre os exemplos de organizações regionais estão a União Africana (UA), União Europeia (UE), Organização dos Estados Americanos (OEA), Comunidade do Caribe (CARICOM), a Liga Árabe, Associação das Nações do Sudeste Asiático (ANSA) e a Associação Sul-Asiática para a Cooperação Regional (SAARC).